# Ronnie James Dio
Ronnie James Dio, pseudonimo di Ronald James Padavona (Portsmouth, 10 luglio 1942 – Houston, 16 maggio 2010), è stato un cantautore statunitense.
Figura centrale nella storia dell'heavy metal, è stato bassista e cantante nella band Elf, il frontman dei Rainbow, dei Black Sabbath e infine dei Dio, da lui stesso formati.
La sua voce è considerata da alcuni come una delle migliori in assoluto nel panorama heavy metal e lui stesso è ritenuto il diffusore del gesto delle corna, che, secondo la versione fornita dal cantante, deriverebbe dal classico gesto apotropaico italiano che sua nonna siciliana, faceva spesso.

## Biografia

### Le origini (1942-1974)
Crebbe a Cortland, New York e ancora adolescente iniziò a suonare la tromba in gruppo rockabilly utilizzando lo pseudonimo "Ronnie Dio". Il termine Dio non venne scelto per riferimenti religiosi, ma ispirandosi a un gangster statunitense di origini italiane, Johnny Dio. Nel 1957 fondò il gruppo rock and roll The Vegas Kings, conosciuto negli anni come Ronnie Dio and the Prophets, con cui incise anche un brano in lingua italiana intitolato Che tristezza senza te, versione italianizzata del loro brano Mr. Misery con il testo di Francesco Specchia.
Con questo gruppo, il cantante inciderà ulteriori singoli e l'album Dio at Domino's, uscito nel 1963. All'inizio degli anni settanta passò a sonorità più decisamente hard rock creando un nuovo gruppo, noto prima come Electric Elves, poi come Elves e infine come Elf. Gli Elf incisero un primo omonimo album negli Stati Uniti nel 1972, per poi spostarsi nel Regno Unito nel 1973, con un contratto per l'etichetta Purple, incidendo altri due album: L.A. 59 (noto in America come Carolina County Ball) e Trying to Burn the Sun.

### I Rainbow e i Black Sabbath (1974-1982)

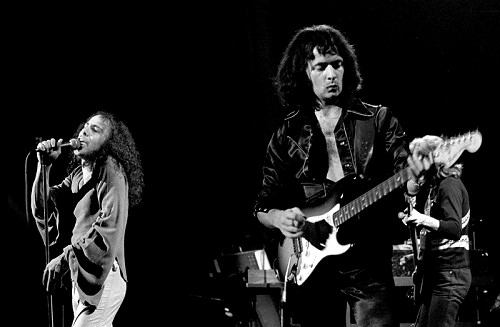
Ronnie James Dio e Ritchie Blackmore ai tempi dei Rainbow.

Nel Regno Unito Dio si trovò in contatto con la scena dell'hard rock e dell'heavy metal. Il suo gruppo arrivò ad aprire i concerti dei Deep Purple, gruppo in cui suonava il chitarrista Ritchie Blackmore. Impressionato in particolare dalle doti vocali di Dio, e deciso per altri motivi ad abbandonare i Deep Purple, qualche anno prima, nella metà del 1974 Blackmore prese le redini degli Elf, ribattezzandoli Rainbow e facendone un gruppo suo.
Dopo alcuni album con i Rainbow, agli inizi del 1978, Dio si trovò in alcuni rapporti conflittuali con Blackmore, che voleva portare il gruppo verso un genere più commerciale, e abbandonò, venendo l'anno dopo immediatamente reclutato dai Black Sabbath che agli inizi del 1979, avevano appena licenziato il cantante Ozzy Osbourne. Con tale gruppo Dio incise due album di grande successo, Heaven and Hell e Mob Rules, oltre all'album dal vivo Live Evil. Attriti con i Black Sabbath lo portarono però ad abbandonare nuovamente e formare, insieme a Vinny Appice (uscito dai Black Sabbath insieme a lui), una propria band di nome Dio, che è stata sino alla sua morte la sua band ufficiale.

### I Dio (1983-2006)
La band esordì nel 1983 con l'album Holy Diver, pubblicato dalla Vertigo; oltre a Dio e Appice, apparivano Jimmy Bain (ex Rainbow) al basso e Vivian Campbell alla chitarra. L'album ebbe un alto successo di pubblico, e contribuì a definire un certo genere di metal dai contenuti fantasy e mitologici, già in parte presenti nei lavori di Rainbow e Black Sabbath.
Nel 1984 Dio rinnovò il suo successo con The Last in Line, altro album ricco di riferimenti mitologici, mistici e fantastici, e accompagnato da un tour con scenografie altrettanto visionarie (memorabile per esempio la collocazione della batteria di Appice in cima a una piramide egizia di oltre dieci metri, e la chitarra di Campbell dotata di raggi laser).
Sacred Heart del 1985 (nel maggio del 1986 esce un EP contenente 4 brani tra cui anche la celeberrima Hide in the Rainbow che sarà parte della colonna sonora del film L'aquila d'acciaio) e Dream Evil del 1987 proseguivano essenzialmente sulla stessa linea, ricalcando i temi sia musicali sia contenutistici dei primi due lavori; nel secondo Campbell fu sostituito da Craig Goldy, ex Giuffria. L'album successivo Lock Up the Wolves (pubblicato nel 1990) fu registrato con una formazione del tutto rinnovata: Rowan Robertson alla chitarra, Teddy Cook al basso, Simon Wright alla batteria e Jens Johansson alle tastiere.
Sempre nel 1985, Dio insieme a Jimmy Bain e Vivian Campbell realizzano un progetto dal Nome Hear' n' Aid, progetto a scopo benefico in favore delle popolazioni africane. Viene lanciato un singolo, "Stars", che vede la partecipazione di vari artisti della scena rock e heavy metal degli anni 80. Oltre al singolo Stars, l'album vede anche la partecipazione di vari band con pezzi live del calibro di Kiss, Motorhead, Rush, Accept e Scorpions tra gli altri. 
Seguì una temporanea reunion dei Black Sabbath con l'album Dehumanizer, dalle sonorità molto graffianti. Di questo stile sonoro risentì anche il successivo album dei Dio, Strange Highways, accolto piuttosto male dai fan (l'album non entrò neppure in classifica); così come non molto soddisfacente si rivelò il seguente Angry Machines del 1996. Nel 1998 i Dio pubblicarono il doppio album dal vivo Inferno: Last in Live, che ripercorreva tutta la carriera di Dio, compresi brani dei Rainbow e dei Black Sabbath.
Nel 1999 Ronnie James Dio appare in un episodio del cartone South Park intitolato Hooked on Monkey Phonics.
Il successivo album in studio Magica (2000), è un concept album ispirato a un libro di incantesimi. Anche questo comunque lasciò perplessi molti fan, soprattutto per i toni cupi, pesanti e piuttosto monotoni. Migliore fu l'accoglienza per Killing the Dragon, un album più leggero, che sconfina addirittura nel rock and roll.
L'ultima opera dei Dio è Master of the Moon del 2004, piuttosto vicino al precedente.

### Ultimi anni e morte (2006-2010)

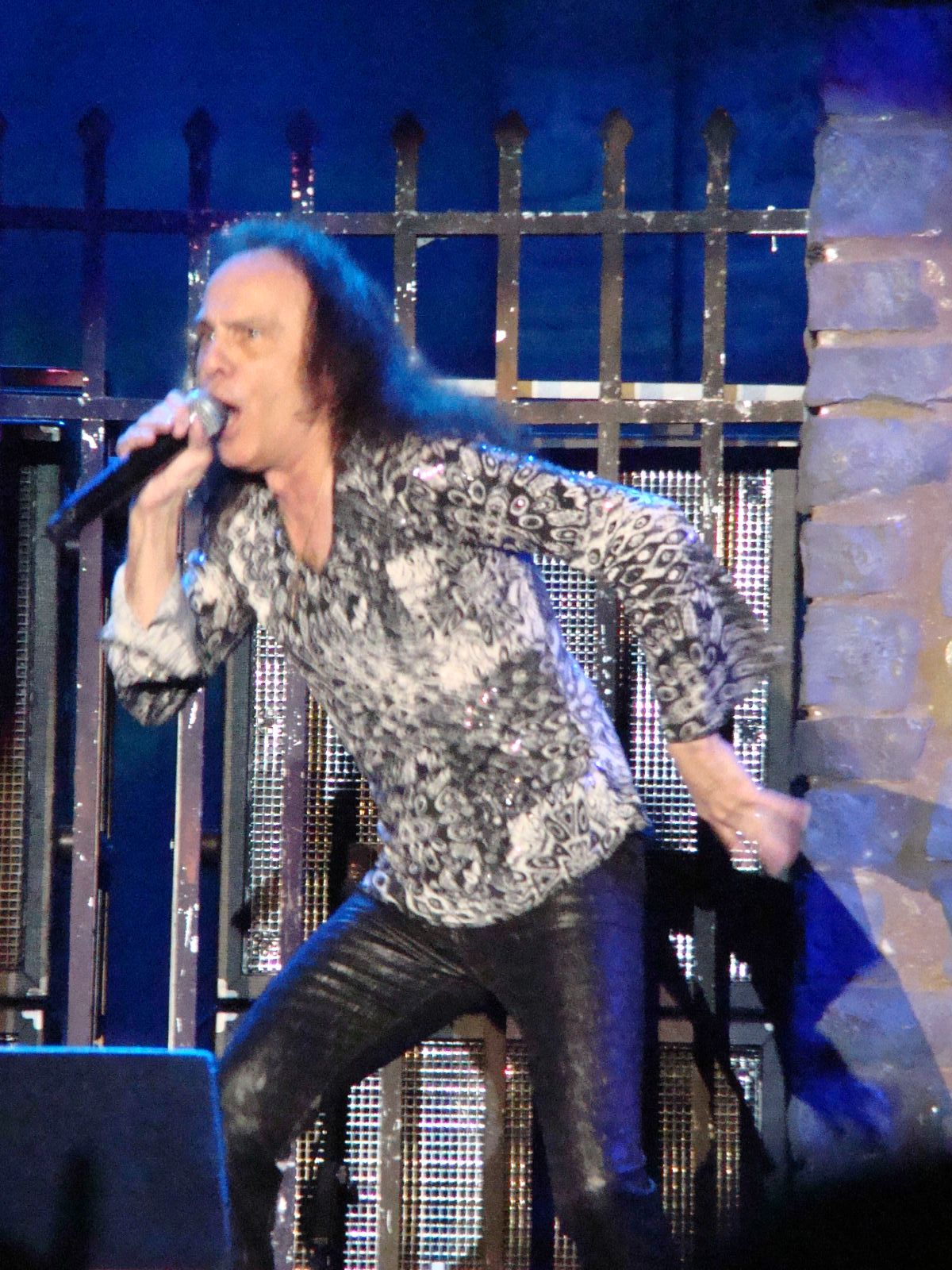
Ronnie James Dio in tour con gli Heaven & Hell

Nel 2006 ha fatto una rapida comparsata nei panni di sé stesso nel film Tenacious D e il destino del rock di Liam Lynch, con Jack Black e Kyle Gass e con la partecipazione di Tim Robbins, John C. Reilly, Ben Stiller, Meat Loaf e Dave Grohl. Nello stesso periodo Dio, insieme a Tony Iommi, Geezer Butler e Vinny Appice, forma gli Heaven & Hell, il quale altro non è che la medesima formazione del disco Mob Rules dei Black Sabbath.
Nel 2008 Dio partecipò, insieme ad altri artisti dei generi hard rock e metal, alla produzione dell'album "We Wish You a Metal Xmas and a Headbanging New Year", composto da brani incentrati sul Natale, riscritti in chiave Metal; nel 2009 uscì l'atteso album da studio degli Heaven & Hell, The Devil You Know.
Il 25 novembre 2009 la moglie di Dio annunciò che al cantante era stato diagnosticato un cancro allo stomaco. Nonostante ciò gli Heaven & Hell avevano programmato un tour europeo per luglio, successivamente cancellato l'11 maggio a causa delle condizioni di salute «non proprio perfette» del loro frontman, da mesi sotto chemioterapia.
Dio è morto a Houston, Texas il 16 maggio 2010 alle 7:45. Ne diede l'annuncio la moglie sul sito web dell'artista.
Ronnie James Dio è stato sepolto al Forest Lawn Memorial Park di Hollywood Hills, alla periferia di Los Angeles.

### Album postumi
Il 1º aprile 2014, la Rhino Records ha pubblicato Ronnie James Dio - This Is Your Life, un album contenente le cover di Heaven & Hell, Rainbow e Black Sabbath, dedicato a Ronnie James Dio. Tra gli artisti che hanno partecipato all'album figurano Scorpions, Tenacious D, Metallica, Killswitch Engage, Stone Sour, Motörhead, Saxon e Halestorm.

## Discografia

### Con gli Elf
- 1972 – Elf
- 1974 – Carolina County Ball
- 1975 – Trying to Burn the Sun

### Con i Rainbow
- 1975 – Ritchie Blackmore's Rainbow
- 1976 – Rising
- 1978 – Long Live Rock 'n' Roll
- 1977 – On Stage

### Con i Black Sabbath
- 1980 – Heaven and Hell
- 1981 – Mob Rules
- 1981 – Live Evil
- 1992 – Dehumanizer

### Con i Dio
- 1983 – Holy Diver
- 1984 – The Last in Line
- 1985 – Sacred Heart
- 1987 – Dream Evil
- 1990 – Lock Up the Wolves
- 1994 – Strange Highways
- 1996 – Angry Machines
- 2000 – Magica
- 2002 – Killing the Dragon
- 2004 – Master of the Moon

### Con gli Heaven & Hell
- 2007 – Live from Radio City Music Hall
- 2009 – The Devil You Know
- 2010 – Neon Nights: 30 Years of Heaven & Hell (postumo)